# 초자연 변환
범주론에서 초자연 변환(超自然變換, 영어: extranatural transformation)은 자연 변환의 개념의 일반화이다.:§Ⅸ.4 자연 변환과 달리, 초자연 변환은 정의역이 서로 다른 두 함자 사이에도 정의될 수 있다.

## 정의
다음이 주어졌다고 하자.
- 범주 {\displaystyle {\mathcal {A}}}, {\displaystyle {\mathcal {B}}}, {\displaystyle {\mathcal {C}}}, {\displaystyle {\mathcal {D}}}
- 두 함자
{\displaystyle F\colon {\mathcal {A}}\times {\mathcal {B}}^{\operatorname {op} }\times {\mathcal {B}}\to {\mathcal {D}}}
{\displaystyle G\colon {\mathcal {A}}\times {\mathcal {C}}^{\operatorname {op} }\times {\mathcal {C}}\to {\mathcal {D}}}

그렇다면, {\displaystyle {\mathcal {A}}}에 대하여 자연적이며, {\displaystyle {\mathcal {B}}}와 {\displaystyle {\mathcal {C}}}에 대하여 초자연적인 초자연 변환 {\displaystyle \eta \colon F{\xrightarrow {..}}G}은 다음과 같은 데이터로 주어진다.:219, §§Ⅸ.4:Definition 1.5
- 각 {\displaystyle A\in {\mathcal {A}}}, {\displaystyle B\in {\mathcal {B}}}, {\displaystyle C\in {\mathcal {C}}}에 대하여, 사상 {\displaystyle \eta _{A,B,C}\colon F(A,B,B)\to G(A,C,C)}

이 데이터는 다음 조건을 만족시켜야 한다.
- ({\displaystyle {\mathcal {A}}}에서의 자연성) 각 {\displaystyle (B,C)\in {\mathcal {B}}\times {\mathcal {C}}}에 대하여, {\displaystyle \eta _{-,B,C}\colon F(-,B,B)\Rightarrow F(-,C,C)}는 자연 변환이다. 즉, 임의의 사상 {\displaystyle f\in \hom _{\mathcal {A}}(A,A')}에 대하여 다음 그림이 가환 그림이다.
{\displaystyle {\begin{matrix}F(A,B,B)&\to &G(A,C,C)\\\downarrow &&\downarrow \\F(A',B,B)&\to &G(A',C,C)\end{matrix}}}
- ({\displaystyle {\mathcal {B}}}에서의 초자연성) 각 {\displaystyle (A,C)\in {\mathcal {A}}\times {\mathcal {C}}} 및 {\displaystyle g\in \hom _{\mathcal {B}}(B,B')}에 대하여, 다음 그림이 가환 그림이다.
{\displaystyle {\begin{matrix}F(A,B',B)&\to &F(A,B,B)\\\downarrow &&\downarrow \\F(A,B',B')&\to &G(A,C,C)\end{matrix}}}
- ({\displaystyle {\mathcal {C}}}에서의 초자연성) 각 {\displaystyle (A,B)\in {\mathcal {A}}\times {\mathcal {B}}} 및 {\displaystyle h\in \hom _{\mathcal {C}}(C,C')}에 대하여, 다음 그림이 가환 그림이다.
{\displaystyle {\begin{matrix}F(A,B,B)&\to &G(A,C,C)\\\downarrow &&\downarrow \\G(A,C',C')&\to &G(A,C,C')\end{matrix}}}

## 연산
임의의 초자연 변환은 임의로 합성될 수 없으나, 합성이 가능한 경우는 끈 그림(영어: string diagram)이라는 위상수학적 모형으로 계산될 수 있다.
구체적으로, {\displaystyle {\mathcal {A}}\times {\mathcal {B}}^{\operatorname {op} }\times {\mathcal {B}}\to {\mathcal {D}}}에서 {\displaystyle {\mathcal {A}}\times {\mathcal {C}}^{\operatorname {op} }\times {\mathcal {C}}\to {\mathcal {D}}}로 가는 초자연 변환은 다음과 같은 꼴의 끈 그림(영어: string diagram)으로 나타낼 수 있다.:§1
```
A B B
│ ╰─╯
│ ╭─╮
A C C

```

두 초자연 변환의 합성은 위와 같은 끈 그림의 합성으로 나타내어지는데, 이 경우 합성된 끈 그림이 순환을 갖지 않아야 한다. 예를 들어
```
    A
╭─╮ │
A A A
│ ╰─╯
│ ╭─╮
A C C

```

는 가능하며, 초자연 변환
```
A
│
│ ╭─╮
A C C

```

을 정의한다. 반면, 예를 들어
```
A
│ ╭─╮
A B B
│ ╰─╯
A

```

와 같은 합성은 불가능하다.

## 예
닫힌 모노이드 범주 {\displaystyle ({\mathcal {C}},\otimes )}가 주어졌다고 하자. 그렇다면, 지수 대상의 텐서곱 함자
{\displaystyle (\hom \otimes \operatorname {id} )\colon {\mathcal {C}}^{\operatorname {op} }\times {\mathcal {C}}\otimes {\mathcal {C}}\to {\mathcal {C}}}
{\displaystyle (\hom ,\operatorname {id} )\colon (x,y,z)\mapsto x^{y}\otimes z}
및 항등 함자
{\displaystyle \operatorname {id} _{\mathcal {C}}\colon {\mathcal {C}}\to {\mathcal {C}}}
가 존재한다. 이 사이에는 다음과 같은 초자연 변환이 존재한다.
{\displaystyle \operatorname {eval} \colon (\hom \otimes \operatorname {id} ){\xrightarrow {..}}\operatorname {id} }
{\displaystyle \operatorname {eval} _{X,Y}\colon X^{Y}\otimes Y\to X}
이는 {\displaystyle X}에 대하여 자연적이며, {\displaystyle Y}에 대하여 초자연적인 초자연 변환이다.:220, §Ⅸ.4
예를 들어, 만약 {\displaystyle ({\mathcal {C}},\otimes )}가 체 {\displaystyle K} 위의 유한 차원 벡터 공간의 범주 {\displaystyle \operatorname {fgMod} _{K}}이며, {\displaystyle X=K}일 때, 이는 벡터 공간과 그 쌍대 공간 사이의 내적
{\displaystyle \langle -,-\rangle \colon V^{*}\otimes _{K}V\to K}
에 해당한다.